# Damias calida
Damias calida là một loài bướm đêm thuộc phân họ Arctiinae, họ Erebidae.